# Потакет
Потакет (енгл. Pawtucket) град је у америчкој савезној држави Роуд Ајланд. По попису становништва из 2010. у њему је живело 71.148 становника.

## Демографија
Према попису становништва из 2010. у граду је живело 71.148 становника, што је 1.810 (2,5%) становника мање него 2000. године.
| Група             | 2000.          | 2010.          |
| Белци             | 50.436 (69,1%) | 40.366 (56,7%) |
| Афроамериканци    | 5.334 (7,3%)   | 9.534 (13,4%)  |
| Азијати           | 621 (0,9%)     | 1.073 (1,5%)   |
| Хиспаноамериканци | 10.141 (13,9%) | 14.042 (19,7%) |
| Укупно            | 72.958         | 71.148         |